# Luciola singapura
Luciola singapura — вид жуків родини світлякових (Lampyridae). Описаний у 2021 році.

## Поширення
Ендемік Сінгапуру. Відомий лише з типової місцевості — природний заповідник «Центральний водозбір» у Сінгапурі, але може траплятися і в інших частинах острова, де є придатне середовище існування. Мешкає у болотяному лісі.

## Опис
Дрібний жук завдовжки 5 мм. Голови чорного кольору, передньоспинка помаранчевого або жовтувато-коричневого кольору з темними позначками, надкрила помаранчево-жовтувато-коричневі з темно-коричневими або чорними позначками біля верхівки.